# Asota ghara
Asota ghara là một loài bướm đêm trong họ Erebidae.